# 비텔 톤네

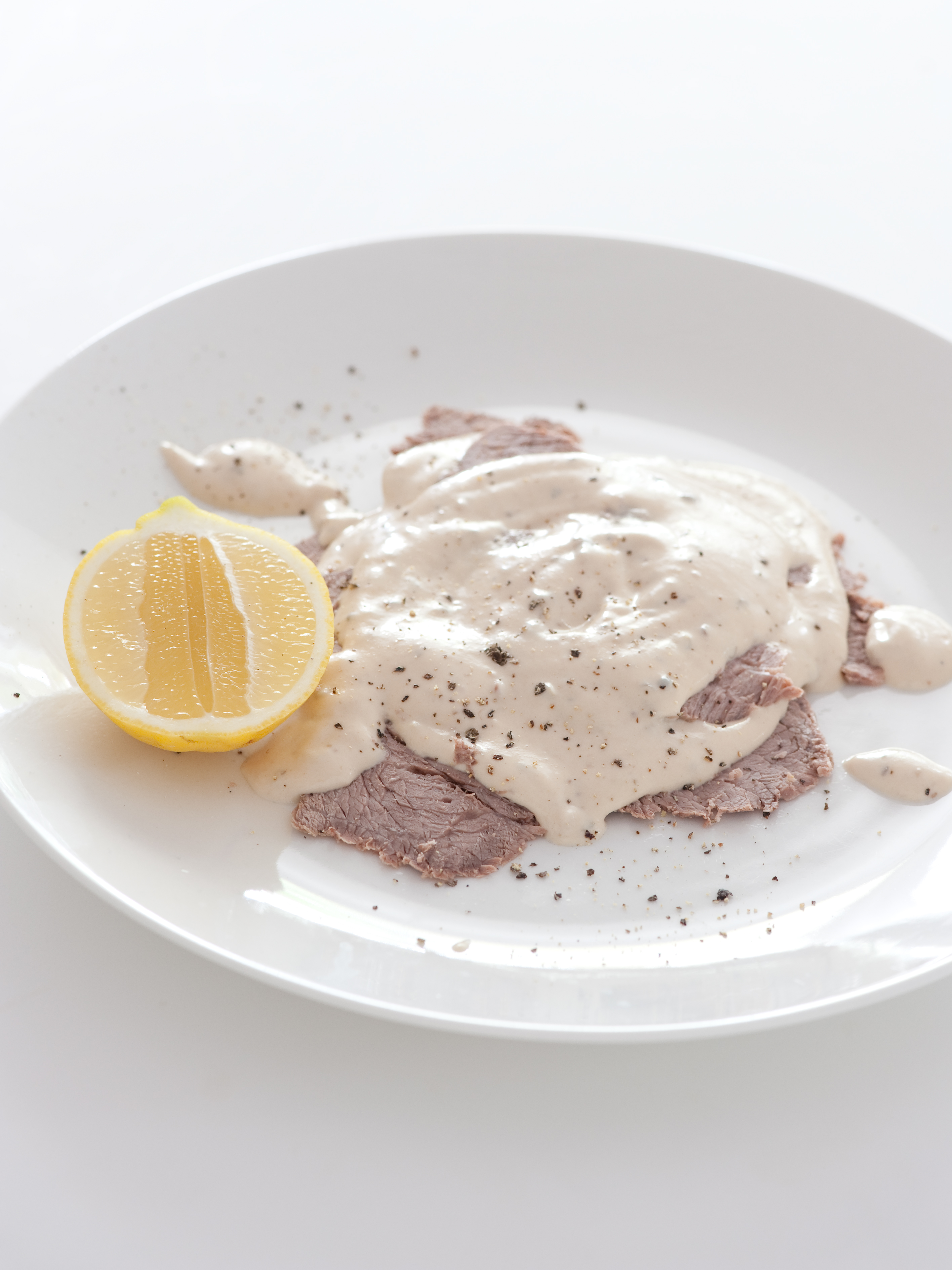
비텔 톤네

비텔 톤네(피에몬테어: vitel tonnè) 또는 비텔로 톤나토(이탈리아어: vitello tonnato)는 이탈리아 피에몬테주의 대표적인 요리로 크림같은 마요네즈 소스를 송아지고기와 참치와 함께 차게 먹는다. 차게 먹기도 하지만 살짝 데워서 먹기도 하는데 여름철에는 정찬 코스의 단골 메뉴이며 저녁 식사 때에는 안티파스토로 먹는데 매우 고급스러운 요리에 속한다. 아르헨티나에서는 크리스마스 요리를 대표하며 비텔 토네(스페인어: vitel toné)라 불린다.
송아지 뒷다리 고기를 푹 끓여야 함으로 하루 전에는 준비를 해야 하는데 이후에 잘게 잘라서 준비한다. 소스는 보통 참치를 곁들인 화이트소스를 쓰며 푹 끓이는 와중에 백포도주와 식초를 넣는다. 그리고 나면 올리브와 식용유, 달걀노른자를 섞어서 걸쭉한 마요네즈 소스를 만든다. 이때에는 레몬주스와 안초비, 카옌고추 등을 섞기도 한다. 이렇게 만들고 나면 걸쭉하지만 묽은 퓌레가 되는데 송아지고기를 푹 끓인 데서 얻은 육수를 넣고 매운 양념을 넣어 준비한다. 소스가 완성되면 송아지고기를 차게 식힌 것을 맨 위에 올려서 장식한다. 깊은 맛이 나게 하기 위해서는 5일 동안 냉장 보관하기도 한다.

## 참고 문헌
- Field, Michael; Knopf, Alfred A. (1967). 《Michael Field's Culinary Classics and Improvisations》. New York. 67–68쪽.